# あの空をおぼえてる
『あの空をおぼえてる』は、ジャネット・リー・ケアリー著の児童文学。原題は『Wenny Has Wings』。2003年2月にポプラ社から和訳版(浅尾敦則訳)が刊行された。
また、舞台設定を日本に変えての映画が制作・公開された。

## 書籍
- Wenny Has Wings Janet Lee Carey, Atheneum(July 1, 2002) ISBN 978-0689842948
- 「あの空をおぼえてる」ジャネット・リー ケアリー著、浅尾 敦則訳、ポプラ社 (2003/02) ISBN 978-4591074589

## 映画
2007年秋に撮影が行われ、ほとんどのシーンが岐阜で撮影されたものである。家族が住む家はイラストレーター・まつやまたかしの自宅を借りて撮影が行われた。

### あらすじ
10歳の英治はある日、妹の絵里奈と共に事故に遭う。絵里奈は命を落とすも、英治は命をとりとめた。英治は、悲しみにくれる両親を何かと励まそうとするが、父の雅仁はいつまでも悲しみに心を閉ざすばかりだった。
家族が再生していく姿を、英治の目線から描かれている。途中、絵里奈が生きていた頃の幸せそうな家族の様子が、幾度となく登場する。

### キャスト
斜線括弧内は原作における名前。
- 竹野内豊 … 深沢雅仁（チャーリー）（主人公、父、写真館を営む）
- 水野美紀 … 深沢慶子（ケイト）（母、リトミック教室の講師）
- 広田亮平 … 深沢英治（ウィル）（長男、小学4年生）
- 吉田里琴 … 深沢絵里奈（ウェニー）（長女、幼稚園児）
- 小池栄子 … ユリコ先生（英治の小学校の担任）
- 松田昂大 … 倉本尚人（ギャラガー）（英治の親友）
- 徳井優 … 倉本繁夫（尚人の父）
- 濱田マリ … 倉本由美（尚人の母）
- 佐野剛基 … ショータ（英治の同級生）
- 上妻成吾 … ケンヤ（英治の同級生）
- 二階天音 … 飯村カズナリ（英治の学校の上級生）
- 影山樹生弥 … 後藤リョースケ（英治の学校の上級生）
- 品川祐 … 高橋勇雄（雅仁の友人）
- 南方英二 … 勇雄の父
- 高見のっぽ … 風船売り
- 中嶋朋子 … 笠井玲奈（慶子の同僚）
- 小日向文世 … 福田正幸（ジェームズ）（英治の小学校のカウンセラー）
- 尾本侑樹奈 … 役名不明

### スタッフ
- 監督：冨樫森
- 製作：古澤寿斗、木村典代
- 製作総指揮：北川直樹
- プロデューサー：藤田義則
- アソシエイト・プロデューサー：三宅はるえ、妹尾智
- 脚本：山田耕大
- 音楽：中野雄太
- 主題歌：平井堅
- 挿入歌：中山うり
- 撮影：中澤正行
- 照明：木村匡博
- 美術：中澤克巳
- 録音：野中英敏
- 編集：森下博昭
- 特別協力:NTTコミュニケーションズ
- 企画・製作：ソニー・ミュージックエンタテインメント
- 配給：ソニー・ピクチャーズ エンタテインメント
- 制作協力：フェローピクチャーズ
- 製作：「あの空をおぼえてる」フィルムパートナーズ（ソニー・ミュージックエンタテインメント、ポプラ社、研音）

### 歌
- 主題歌：平井堅「いつか離れる日が来ても」
- 挿入歌：中山うり「月とラクダの夢を見た」「夏祭り鮮やかに」

### 製作
企画はサンダンス・カンパニーの木村典代。ソニー・ピクチャーズ エンタテインメントと企画・製作の業務提携を交わしていたサンダンス・カンパニー代表の古澤利夫（藤崎貞利）が、木村に薦められて原作を読み、映画化を決めた。

## ノベライズ
集英社文庫でノベライズが発刊されたが、まるっきり本作と異なったストーリーが展開されている。

### 受賞
- 第4回フランスKINOTAYO映画祭・ソレイユ・ドール「金の太陽賞」（最優秀作品賞）